# Петровская, Ирина Евгеньевна
Ири́на Евге́ньевна Петро́вская (род. 7 марта 1960, Москва) — российская теле- и радиоведущая, журналистка, телекритик, член Академии российского телевидения, лауреат Премии Президента России (1999) и Премии правительства России в области средств массовой информации (2011).

## Биография
Ирина Петровская родилась 7 марта 1960 года в Москве. Мать, Вера Александровна Берёзкина (р. 1928), работала преподавателем русского языка и литературы в средней школе в московском Коломенском.
Ирина окончила факультет журналистики МГУ им. М. В. Ломоносова (отделение телевидения) в 1982 году, затем — очную аспирантуру. Была сокурсницей Влада Листьева, Дмитрия Лиханова, Надежды Ажгихиной, Александра Каверзнева, Наталии Спиридоновой, Ирины Волковой и других журналистов, определивших лицо медиа в перестроечные и постперестроечные годы.
С 1982 по 1985 год внештатно работала в молодёжной редакции ЦТ СССР.
С 1987 по 1990 гг. работала в журналах «Журналист» и «Огонёк».
С 1990 по 1993 гг. — ведущая постоянной рубрики «Телевидение» в «Независимой газете», также была членом редколлегии «Независимой газеты».
В 1993—1995 и 2000—2002 годах — обозреватель, редактор отдела «Телевидение», член редакционного совета еженедельника «Общая газета», ушла после приобретения «Общей газеты» Вячеславом Лейбманом в конце мая 2002 года.
В 1994 году — обозреватель программы «Пресс-экспресс» (1-й канал Останкино). 
С ноября 1994 по декабрь 1995 года была главным редактором еженедельника «Семь дней».
Вела программы «Газетные истории» телекомпании «Облик» в 1994 году и «Пресс-клуб» на «РТР» в 2000—2002 годах.
С декабря 1995 по апрель 2000 и с октября 2002 по февраль 2011 года — обозреватель газеты «Известия», ведущая еженедельной рубрики «Теленеделя».
В мае 1996 года в газете «Известия» была опубликована статья И. Петровской «Один на один с $15 тыс.», в которой обозреватель «Известий» воспроизвела слова пресс-секретаря В. Брынцалова Анатолия Толмачева, который утверждал, что Брынцалов за участие в программе «Один на один» заплатил $15 тыс. Ведущий программы «Один на один» Александр Любимов подал иск на газету «Известия» и Петровскую о защите чести и достоинства. 19 ноября того же года Тверской суд Москвы постановил газете «Известия» опубликовать опровержение статьи, а также выплатить истцу 7 млн рублей, хотя тот просил 15 млрд рублей.
С 18 сентября 2004 года выступала соведущей Ксении Лариной в еженедельной передаче «Человек из телевизора» на радиостанции «Эхо Москвы» вплоть до закрытия радиостанции в марте 2022 года. С мая 2022 года передача выходит на Youtube-канале Ксении Лариной в видоизмененном формате под названием «Человек без телевизора», Петровская была там соведущей до февраля 2023 года, после чего программа стала выпускаться Ксенией Лариной в качестве единственной ведущей.
С 2005 по 2011 год — ведущая программы «Друзья моего хозяина» на телеканале «Домашний», затем — «Живые истории».
Участвовала в программах «Школа злословия» (НТВ) и «Жизнь прекрасна» (СТС/Домашний).
С февраля 2011 по март 2022 года — обозреватель «Новой газеты», ведущая еженедельной рубрики «Теленеделя с Ириной Петровской». С сентября 2022 года ведёт аналогичную рубрику для онлайн-издания «Новая газета. Европа», с декабря 2022 года — подкаст «Смотри в оба» в онлайн-издании «Novaya.media» и YouTube-канале «НО.Медиа из России».
С 2004 года — член Академии Российского телевидения. 
В сентябре 2020 года подписала письмо в поддержку протестных акций в Беларуси.

## Награды
Как специальный корреспондент «Известий» удостоена премии Союза журналистов России «Золотое перо России» за 1997 год.
В марте 1999 года была награждена премией Президента России.
В октябре 2011 года Ирине Петровской была присуждена премия Правительства Российской Федерации в области печатных средств массовой информации.

## Семья
Муж — Георгий Владимирович Кузнецов (1938—2005), журналист, преподаватель, заведующий кафедрой телевидения и радиовещания факультета журналистики МГУ; дочь Мария (р. 1986), продюсер на телеканале «Матч ТВ»; внук Лука (р. 2011). Зять Вячеслав Богданов.